# Cynthia Lennon
Cynthia Powell Lennon (ur. 10 września 1939 w Blackpool, zm. 1 kwietnia 2015 na Majorce) – pierwsza żona Johna Lennona, z którym miała syna Juliana.

## Młodość i małżeństwo z Johnem Lennonem
Urodziła się 10 września 1939 jako trzecie i ostatnie dziecko w rodzinie Charlesa i Lillian Powellów. Jej ojciec pracował w firmie przemysłu zbrojeniowego General Electric Company (GEC) i sprzedawał urządzenia elektroniczne tej marki do sklepów w Liverpoolu, zmarł z powodu nowotworu w 1956. Najstarszy brat Cynthii – Charles był pianistą, w wieku 16 lat opuścił dom i zaczął pracować w zakładach GEC. Dorastała na przedmieściu Hoylake na półwyspie Wirrah. Podczas wojny racje żywnościowe były ograniczone, wskutek czego Cynthia jadła mniej niż jej dwaj starsi bracia i ojciec. Musiała także czyścić im buty i pomagać, co zaakceptowała z racji bycia najmłodszą kobietą w domu.
W wieku 12 lat rozpoczęła naukę w Liverpool Junior Art School, edukację kontynuowała w miejscowym Art College. Z powodu braku środków materialnych perspektywa nauki w tej szkole wydawała się odległa, ale matka Cynthii wynajęła sypialnię z czterema łóżkami elektrykom i w ten sposób zebrała środki na opłacenie edukacji. W grudniu 1958, podczas nauki w Liverpool Art College, po raz pierwszy spotkała Johna Lennona, z którym wkrótce zaczęła się spotykać. 23 sierpnia 1962 wzięli ślub cywilny, ich świadkami byli Paul McCartney i Marjorie Powell, szwagierka panny młodej. Ceremonia trzymana była w tajemnicy, ponieważ Brian Epstein – menedżer zespołu The Beatles, którego członkiem był John – był zdania, że żeńska część fanów straci zainteresowanie zespołem, gdy się o tym dowie. Prezentem ślubnym od Epsteina było mieszkanie w Liverpoolu, wspólny kąt dla młodej pary. 8 kwietnia 1963 Lennonom urodził się syn Julian. Pod koniec tego roku prasa dowiedziała się o narodzinach syna i ślubie Johna. Epstein pomylił się w swoich przewidywaniach, gdyż fani zaakceptowali te wydarzenia. Cynthia miała nawet swój fanklub (odmiennie od Yoko Ono, która była wręcz znienawidzona przez sympatyków Beatlesów).

## Rozwód i późniejsze życie
W roku 1968, po powrocie z wakacji, Cynthia zastała w domu Johna wraz z Yoko. Wzięła ze sobą kilka osobistych rzeczy i opuściła mieszkanie. Tę noc spędziła z przyjacielem Johna – Magicem Alexem, oraz młodszą siostrą żony George'a Harrisona – Jenny Boyd – w ich mieszkaniu. To zdarzenie zapoczątkowało ciąg wydarzeń, który uświadomił Cynthii, że jej małżeństwo z Johnem jest już stracone. Rozwód stał się faktem 8 listopada 1968 roku. 31 lipca 1970 Cynthia poślubiła włoskiego hotelarza Roberto Bassaniniego, którego poznała już w 1966 roku. Ich małżeństwo trwało tylko trzy lata. W latach 1973–1974, kiedy Lennon był w stanie separacji z Yoko i mieszkał w Los Angeles, Cynthia i Julian zbliżyli się do niego, głównie dzięki zabiegom May Pang – ówczesnej partnerki Johna. Obie panie stały się przyjaciółkami. W roku 1976 Cynthia poślubiła angielskiego inżyniera z Lancashire Johna Twista, z którym rozstała się po pięciu latach. Po rozwodzie z powrotem zmieniła swoje nazwisko na Lennon. W roku 2005 opublikowała biografię swego pierwszego męża, zatytułowaną po prostu John. Do śmierci, razem z synem, mieszkała na Majorce. 
Zmarła 1 kwietnia 2015 roku na skutek choroby nowotworowej.